# Едвард Коцбек
Едвард Коцбек (словен. Edvard Kocbek, 27 вересня 1904, Свєти Юрій про Шчавници, під Марибором, Нижня Штирія, Австро-Угорщина — 3 листопада 1981, Любляна) — словенський поет, прозаїк, драматург, громадський і політичний діяч.

## Життєпис

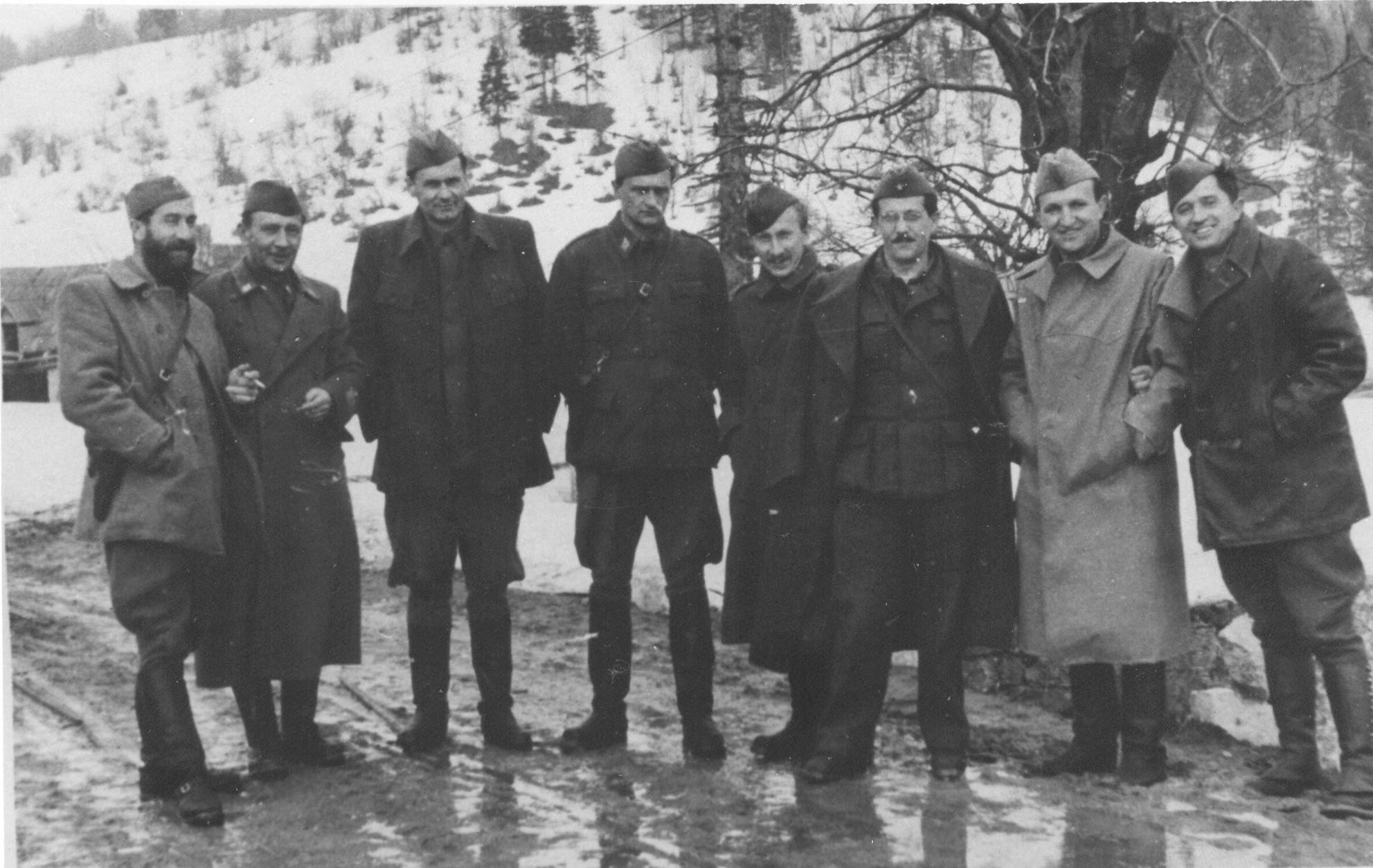
Зліва направо: Влада Зечевич, Сулейман Філіпович, Родолюб Чолакович, Тодор Вуясинович, Едвард Коцбек, Едвард Кардель, Володимир Бакарич і Раден Голубович

Син церковного органіста. Два роки вивчав богослов'я в Мариборі, потім перевівся на романську філологію в Люблінський університет (1927—1930). Працював учителем, належав до лівих католиків, які перебували під впливом Романо Гвардіні (в 1928—1929 роках Коцбек слухав у Берліні лекції Гвардіні), співпрацював з католицькими журналами Хрест і Дім і світ. Під час перебування у Франції в 1931—1932 познайомився і зблизився з французькими персоналістами. З початком громадянської війни в Іспанії виступив з різкою критикою позиції іспанського духовенства, що викликало крайнє невдоволення верхів словенського католицтва і стало приводом для закриття журналу Дім і світ, де були опубліковані Думки про Іспанію Коцбека. Протягом 1938—1943 років видавав персоналістський журнал Діло. Після вторгнення нацизму виступив одним із засновників Визвольного фронту, перебував у підпіллі, а потім приєднався до югославських партизанів.
Після війни — міністр Словенії в союзному уряді, заступник голови Народних зборів Республіки Словенія. Однак після виходу в світ книги автобіографічних новел Страх і мужність (1951), в якій піднято питання про моральний вибір і людську ціну дій антифашистського підпілля і партизанського Опору, був знятий з усіх посад, витіснений з політичного і громадського життя, опинився в повній ізоляції, потрапив під негласне спостереження спецслужб (втім, персональну справу № 584 на нього було заведено вже в 1944 році). За ним стежили і на нього доносили, серед інших, близькі друзі, особливо активним був відомий письменник і публіцист Йоже Яворшек. Коцбек займався в цей час перекладами з французької та німецької (Бальзак, Мопассан, Екзюпері, Макс Фріш). Після публікації 1975 року в трієстському журналі Затока, очолюваному Борисом Пахором і Алоїзом Ребулою, інтерв'ю з письменником, в якому він різко засудив масову розправу над більш ніж 10 тисячами членів руху Словенське домобранство та їх близькими югославськими партизанами (Бляйбурзька різанина), Коцбек на кілька років фактично опинився під домашнім арештом, проти нього було розгорнуто кампанію публічного цькування. Від судового переслідування його врятувало активне втручання інтелектуалів Заходу, значну підтримку надав йому Генріх Белль. Вірші Коцбека друкувалися в журналі Континент (1976).

## Творчість і визнання
Першу книгу віршів Коцбек опублікував 1924 року. Після кількох десятиліть замовчування його творчість знайшла з кінця 1980-х років визнання в країні і за кордоном, його твори перекладено багатьма європейськими мовами, монографії про нього опубліковано англійською, французькою, німецькою, італійською, польською. Вірші і проза Коцбека справили значний вплив на наступні покоління словенських письменників (Мар'ян Рожанц, Йоже Сной, Дане Зайц, Драго Янчар, Томаж Шаламун та ін.).
Ім'ям поета названо вулиці в Любляні і Целє. До його сторіччя, широко відсвяткованого в Словенії, в одному з парків Любляни 2004 року встановлено пам'ятник письменнику. Випущена поштова марка з його портретом ( [Архівовано 29 березня 2016 у Wayback Machine.]).

## Твори

### Вірші
- Перші вірші/ Prve pesmi (1924)
- Земля/ Zemlja (1934)
- Жах/ Groza (1963, премія Прешерна)
- Донесення/ Poročilo (1969)
- Вибрані вірші/ Zbrane pesmi  (1977)

### Проза
- Tovarišija (1949)
- Страх і мужність/ Strah in pogum (1951)
- Свідоцтво/ Listina (1967)
- Krogi navznoter (1977)

### Драми
- Plamenica (1920-ті роки)
- Mati in sin (бл. 1920)
- Noč pod Hmeljnikom (1943).